# شهرستان دونیا آنا (نیومکزیکو)
شهرستان دونیا آنا، نیومکزیکو یکی از شهرستان‌های ایالت نیومکزیکو است. مساحت این شهرستان ۹.۸۸۱ کیلومترمربع بوده که در آن جمعیتی حدود ۲۰۹.۲۳۳ نفر زندگی می‌کنند؛ با این جمعیت، شهرستان دونیا آنا در واقع دومین شهرستان پرجمعیت نیومکزیکو است.
مرکز شهرستان دونیا آنا، شهر لاس کروسس است که بزرگ‌ترین شهر دونیا آنا نیز است. همچنین این شهرستان دارای مرزهای مشترک داخلی با ایالت تگزاس و مرزهای مشترک بین‌المللی با ایالت چیواوا (در کشور مکزیک) دارد.

## پیوند
- وب‌گاه رسمی